# Koiralakot
Koiralakot (nep. कोइरालाकोट) – gaun wikas samiti w zachodniej części Nepalu w strefie Seti w dystrykcie Bajhang. Według nepalskiego spisu powszechnego z 2011 roku liczył on 615 gospodarstw domowych i 3631 mieszkańców (1980 kobiet i 1651 mężczyzn).